# Tetanops myopaeformis
Espèce
Tetanops myopaeformis, la mouche de la betterave à sucre, est une espèce d'insectes diptères de la famille des Otitidae, originaire d'Amérique du Nord.
C'est un ravageur des cultures de betterave sucrière, considéré comme l'un des plus sérieux ennemis de la betterave à sucre aux États-Unis et au Canada.

## Synonymes
Selon ITIS (18 septembre 2013) :
- Eurycephala myopaeformis Roder, 1881
- Tetanops aldrichi Hendel, 1911
- Tetanops polita Coquillett, 1900

## Distribution
Selon Catalogue of Life (18 septembre 2013), l'aire de répartition de Tetanops myopaeformis comprend les régions occidentales de l'
Amérique du Nord : elle s'étend au Canada dans les provinces du Manitoba à la Colombie-Britannique, aux États-Unis, dans les États de l'Ouest, de la frontière canadienne à la Californie et au Nouveau-Mexique.